# دردار غابي
دردار غابي (الاسم العلمي: Ulmus nemoralis) هو نوع نباتي يتبع جنس الدردار من فصيلة الدردارية.